# Aanslagen op 11 september 2001

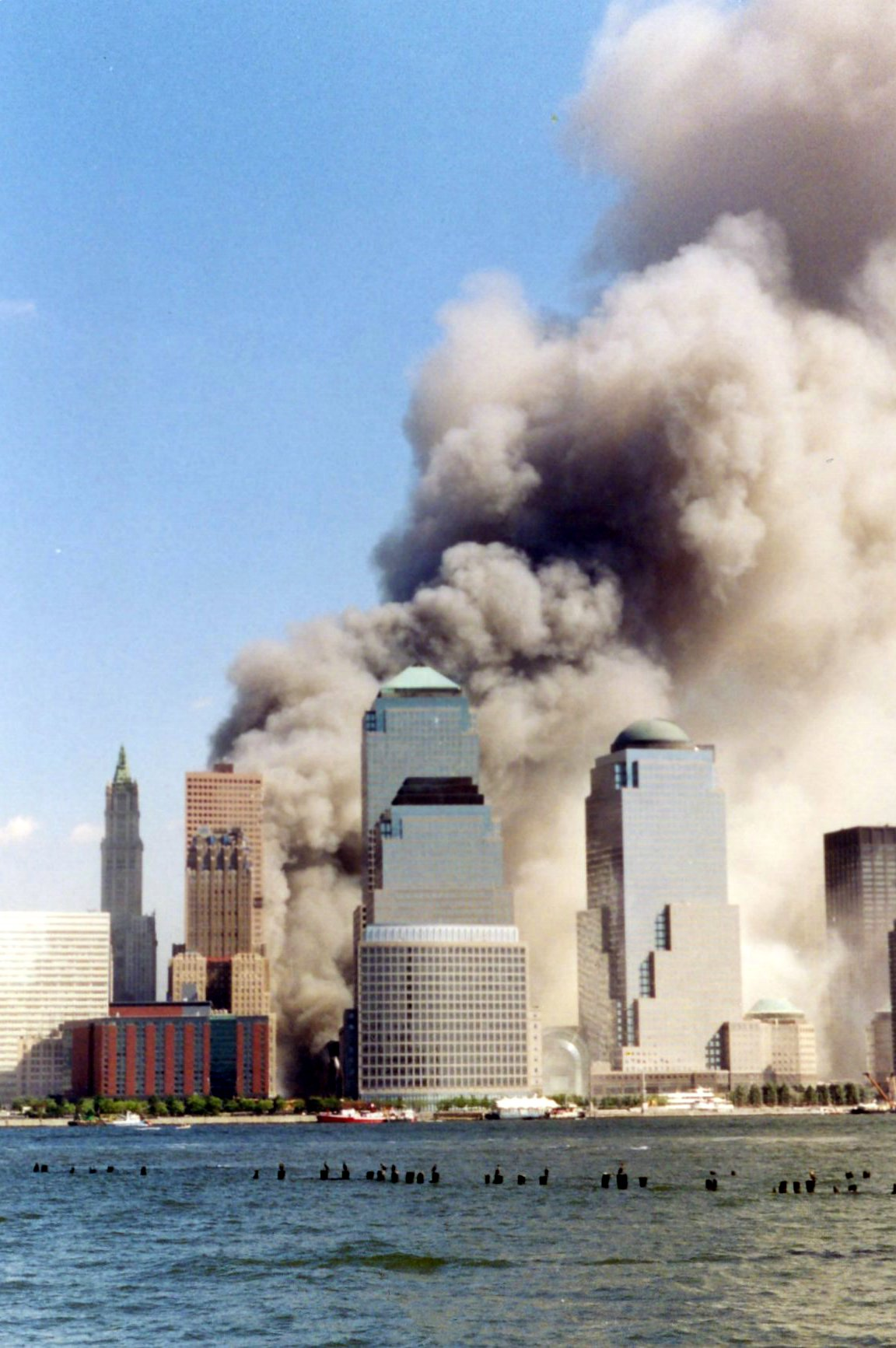
Het World Trade Center, kort na het instorten van de tweede toren

De aanslagen op 11 september 2001, naar de Amerikaanse datumnotatie (maand/dag) vaak aangeduid als 9/11 (en) (nine-eleven), omvatten een viertal terroristische aanslagen die op de ochtend van dinsdag 11 september 2001 door middel van gekaapte passagiersvliegtuigen in het noordoosten van de Verenigde Staten werden uitgevoerd.
Op deze datum boorden zich twee vliegtuigen in de Twin Towers van het World Trade Center, gelegen op de zuidelijke punt van Manhattan in New York, en een ander vliegtuig in het Pentagon, in de buurt van Washington. Een vierde vliegtuig stortte neer in de buurt van Shanksville in de staat Pennsylvania.
Alle vier de passagierstoestellen vlogen binnen het normale dienstrooster. Twee toestellen waren eigendom van American Airlines en twee van United Airlines.
De Saoedi-Arabische multimiljonair Osama bin Laden en zijn terreurorganisatie Al Qaida worden voor deze aanslagen verantwoordelijk gehouden; de aanslagen werden volgens officiële rapporten uitgevoerd door negentien uit het Midden-Oosten (voornamelijk uit Saoedi-Arabië) afkomstige leden van Al Qaida.
Deze terroristische aanslagen worden beschouwd als de grootste uit de geschiedenis. Bij de aanslagen kwamen bijna drieduizend mensen, afkomstig uit 87 landen, om het leven. Van nog 24 vermisten wordt aangenomen dat ze overleden zijn.

## Verloop van de aanslagen

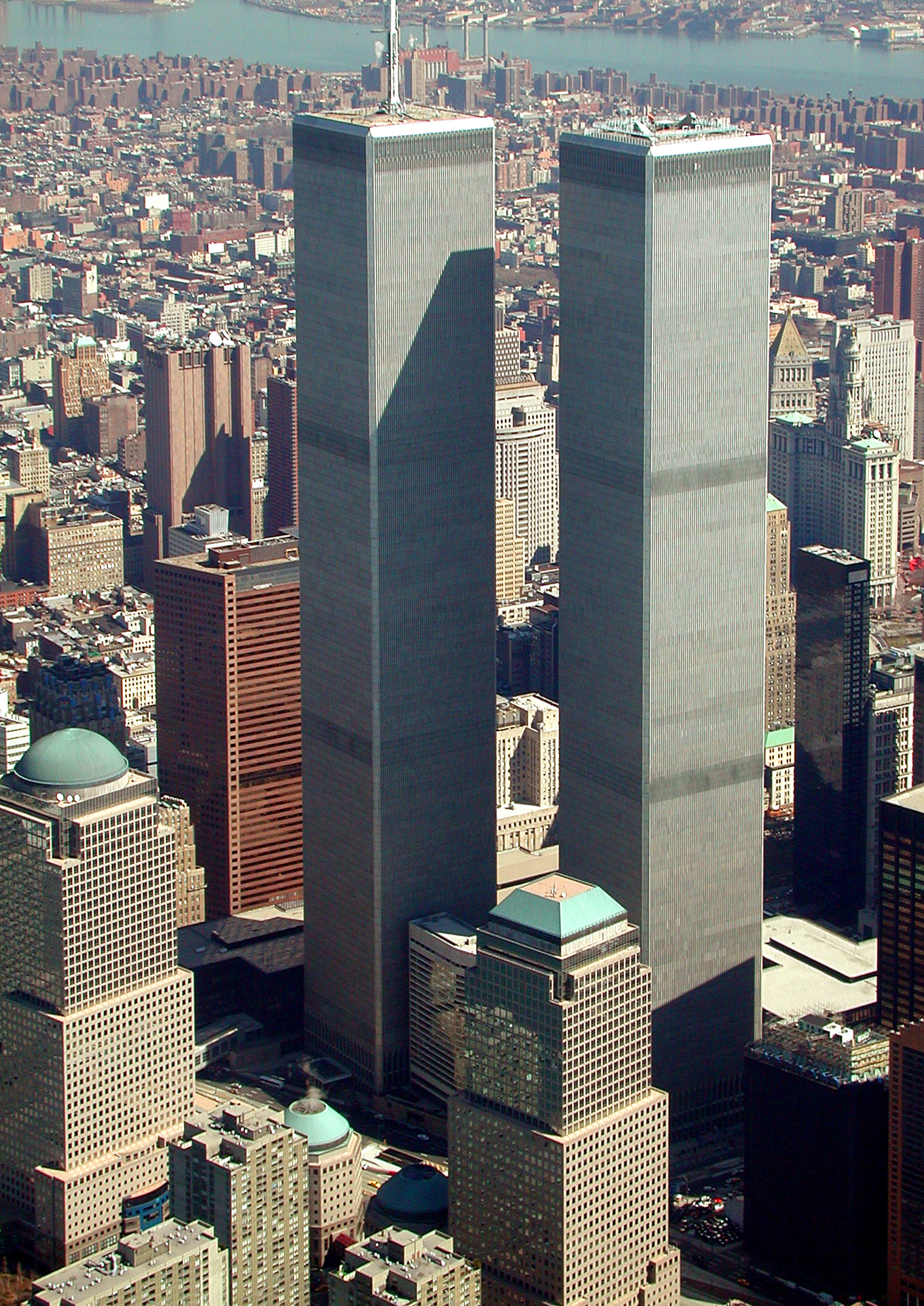
Het World Trade Center voor de aanslagen met links de North Tower en rechts de South Tower

Om 8.46 uur plaatselijke tijd (14.46 uur in België en Nederland) op de ochtend van dinsdag 11 september 2001  vloog het gekaapte passagierstoestel American Airlines-vlucht 11 de North Tower van het World Trade Center op vrij grote hoogte binnen. Bij de inslag ontstond een grote explosie, waarna er in de toren brand ontstond. De tanks van het toestel zaten nog vol met kerosine; het was kort tevoren opgestegen van Logan International Airport in Boston, met als bestemming de westkust van de VS.
Bijna twintig minuten later, om 9.03 uur, boorde United Airlines-vlucht 175 zich iets lager in de South Tower van het World Trade Center, waardoor eveneens brand ontstond. Aanvankelijk bleven beide torens staan, wat degenen die zich in de verdiepingen onder de inslaggebieden bevonden nog enige gelegenheid bood om te vluchten. De zuidelijke toren stortte om 9.59 uur na 56 minuten brand als eerste volledig in, de noordelijke toren volgde om 10.28 uur na 102 minuten gebrand te hebben. Hierbij is vrijwel iedereen die zich op dat moment nog in de torens bevond om het leven gekomen. Enkele mensen overleden daarnaast later aan longaandoeningen als gevolg van de gigantische hoeveelheid vrijgekomen stof. Rond 17.20 uur stortte ook een derde gebouw van het WTC compleet in. Dit werd toegeschreven aan branden in het gebouw en de schade die dit gebouw als gevolg van het instorten van de Twin Towers had opgelopen. Daarnaast raakten ook de WTC-gebouwen 3 t/m 6 zwaar beschadigd, de meeste hiervan moesten daarna worden gesloopt.
Men schat dat er iets minder dan 1400 mensen in de noordelijke toren aanwezig waren op het moment dat deze instortte.
Onder de slachtoffers waren 348 brandweermannen en 62 politiemensen die direct na de inslagen te hulp waren geschoten. Vanwege de zeer dikke rook was het onmogelijk om te proberen met behulp van reddingshelikopters mensen van de daken van de torens te redden. Om aan de verbrandingsdood te ontsnappen lieten ten minste 200 mensen zich vanuit de torens naar beneden vallen. Van deze vallende mensen zijn verschillende foto- en video-opnames gemaakt waarvan er een bekend is geworden onder de naam The Falling Man.
Iets meer dan een half uur nadat vlucht 175 in de zuidelijke toren was gecrasht, om 9.37 uur, boorde een derde vliegtuig, American Airlines-vlucht 77, zich in het gebouw van het Amerikaanse ministerie van Defensie, het Pentagon, in Arlington County bij Washington.
Een vierde toestel van United Airlines, vluchtnummer 93, eveneens gekaapt, stortte die ochtend neer in een veld even buiten Pittsburg. Uit de transcriptie van opnames uit de cockpit valt volgens de FBI op te maken dat de passagiers hadden getracht het vliegtuig te heroveren – dankzij de mobiele telefoons wisten ze al wat er in New York was gebeurd en ze wisten dan ook dat ze niets te verliezen hadden. Een van de kapers zou toen de zelfmoordpiloot Ziad Jarrah geadviseerd hebben het vliegtuig te laten neerstorten. Aangenomen wordt dat dit heeft verhinderd dat het beoogde doel, wellicht het Capitool of het Witte Huis, werd bereikt.

## Doden, schade en impact
| Doden (exclusief kapers) | Doden (exclusief kapers) | Doden (exclusief kapers) |
| ------------------------ | ------------------------ | ------------------------ |
| New York                 | World Trade Center       | 2606                     |
| New York                 | American 11              | 87                       |
| New York                 | United 175               | 60                       |
| Arlington                | Pentagon                 | 125                      |
| Arlington                | American 77              | 59                       |
| Shanksville              | United 93                | 40                       |
| Totaal                   | Totaal                   | 2977                     |

### Doden, slachtoffers en identificatie
Niemand van de inzittenden van de vier betrokken vliegtuigen, inclusief de kapers, overleefde de aanslagen. Van de 2977 personen die ten gevolge van de aanslagen omkwamen, heeft men er aanvankelijk slechts 1585 op basis van de gevonden menselijke resten kunnen identificeren. Van de in totaal 19.916 menselijke overblijfselen konden er 10.190 worden geïdentificeerd. Door toepassing van nieuwe technologieën worden sporadisch nog nieuwe identificaties verricht. Zo werd in september 2014 Patrice Braut (1970), het enige Belgische slachtoffer, geïdentificeerd als 1639ste slachtoffer. In augustus 2017, bijna 16 jaar na de aanslagen, werd er opnieuw een slachtoffer geïdentificeerd. In september 2021 werd van nog eens twee slachtoffers de identiteit achterhaald. De voorlopig laatste identificatie vond plaats in september 2023, waarbij aan de hand van DNA nog eens twee slachtoffers werden geïdentificeerd. Tweeëntwintig jaar na de aanslagen waren er 1649 slachtoffers geïdentificeerd en nog ruim 1100 niet geïdentificeerde slachtoffers.

### Schade

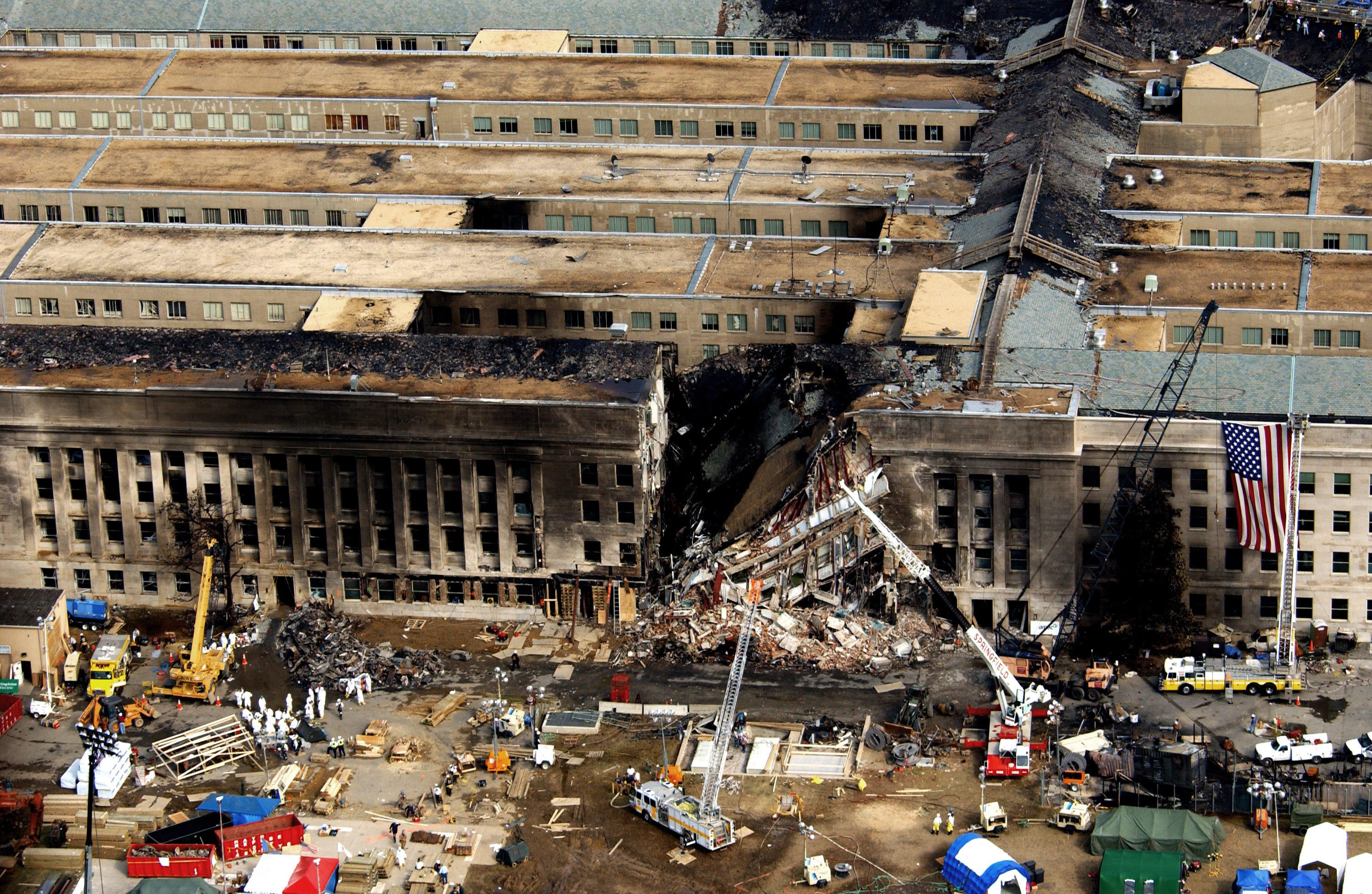
Schade aan het Pentagon na de crash van American Airlines-vlucht 77

De Twin Towers en het gebouw aan 7 World Trade Center van het WTC-complex werden geheel vernietigd. De officiële verklaring luidde dat de gebouwen waren ingestort door brand. Enkele andere gebouwen werden vanwege de aanzienlijke schade later gesloopt. Ook een klein deel van het Pentagon raakte zwaar beschadigd.

### Impact
In de Verenigde Staten heerste na de aanslagen lange tijd een gevoel van nationale rouw. Over de hele wereld maakten de aanslagen buitengewoon veel indruk. De media speelden hierbij een grote rol. De aanslag met het vliegtuig dat de zuidelijke toren binnenvloog, was zelfs direct op de televisie te zien. Later bleek dat twee camera's ook de eerste crash hadden vastgelegd. Verder had een webcam opnamen gemaakt van de nadering van het eerste vliegtuig en van de noordelijke toren vlak na de crash.

## Verantwoordelijkheid

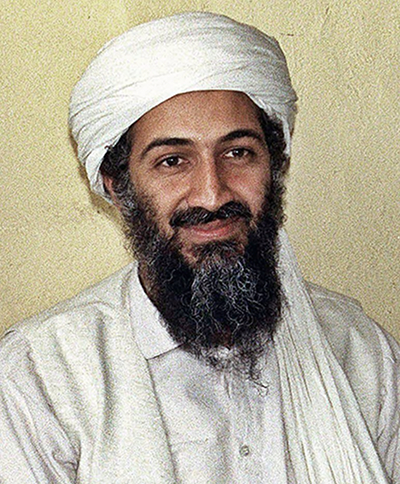
Osama bin Laden

Osama bin Laden, naast Ayman al-Zawahiri een van de leiders van Al Qaida, wordt door de Amerikaanse en andere westerse overheden voor de aanslagen verantwoordelijk gehouden. Zijn belangrijkste medeorganisator was Khalid Sjeik Mohammed, die al gezocht werd wegens een aanslag op het World Trade Center in 1993.
Aanwijzingen in verschillende onderzoeken wezen al snel in de richting van Al Qaida. De identiteit van de kapers werd binnen enkele dagen achterhaald, ze hadden geen moeite gedaan die te verbergen. Ze hadden bijvoorbeeld met hun eigen creditcards tickets gekocht en met hun eigen paspoorten ingecheckt. Meerdere kapers bleken banden met Al Qaida te hebben. De vermeende hoofdkaper Mohammed Atta was bijvoorbeeld in Hamburg twee jaar lang een huisgenoot van Ramzi Binalshibh, een senior Al Qaida-medewerker. Verder vond men onder andere een videocassette van Bin Laden samen met twee van de kapers, waarin hij opriep tot steun voor de kapers. Op een andere video, opgenomen na de aanslagen, pochte hij dat de aanslagen 'beter' zouden zijn verlopen dan hij had gehoopt. Op 22 april 2005 zei de Marokkaanse Fransman Zacarias Moussaoui voor de rechtbank dat hij door Osama bin Laden was uitgekozen om het Witte Huis in te vliegen. Moussaoui werd op 3 mei 2006 tot levenslang veroordeeld wegens zijn betrokkenheid bij de aanslagen. Op 23 mei 2006 ontkende Osama bin Laden echter de betrokkenheid van Zacarias Moussaoui in een audioboodschap. De Duitse geheime dienst heeft geconcludeerd dat de Hamburg cel, bestaande uit vijf van de kapers, werd gefinancierd en geleid door Al Qaida. Osama bin Laden ontkende zelf aanvankelijk de betrokkenheid bij de aanslagen, maar in een videoboodschap die op 29 oktober 2004 door Al Jazeera is uitgezonden, beweerde hij verantwoordelijk te zijn.
De VS vroegen aan Afghanistan (waar hij zich sinds 1996 ophield) om zijn uitlevering. In 1999 hadden de VN al een resolutie aangenomen waarin zijn uitlevering werd gevraagd, na de aanslagen op de Amerikaanse ambassades met 200 doden, en na “9/11” werd wederom eenzelfde resolutie door de VN aangenomen. Na een ultimatum van de VS kwamen honderden Taliban-schriftgeleerden bijeen om te beraadslagen. Men verzocht Bin Laden Afghanistan te verlaten en wenste te onderhandelen met de VS. De VS gingen daar niet op in. Osama bin Laden liet weten alleen in een islamitisch land berecht te willen worden. Hij riep later per video op tot een jihad van alle moslims tegen "het zionisme en de kruistochten" en ook tegen de Verenigde Staten. Hij erkende in bedekte termen verantwoordelijk te zijn voor de aanslagen.
Er zijn vele onderzoeken verricht naar de verantwoordelijkheid voor deze terreurdaad, met name door Amerikaanse en andere inlichtingendiensten. Daarnaast zijn er talloze rapporten verschenen over omliggende zaken, zoals veiligheid op luchthavens en brandbestendigheid van wolkenkrabbers. Het belangrijkste rapport was het 9/11 Commission Report van het Amerikaanse Congres. Verder waren er onder andere een document van de Britse regering getiteld Responsibility for the terrorist atrocities in the United States, 11 September 2001. Dit document is met name gebaseerd op informatie van inlichtingendiensten en is dan ook niet bedoeld voor de eventuele juridische vervolging. De Duitse geheime dienst heeft de eerder genoemde "Hamburg cel" onderzocht en banden vastgesteld met Al Qaida. De Amerikaanse regering concludeerde op basis van deze onderzoeken dat Osama bin Laden en zijn terreurnetwerk voor de aanslagen verantwoordelijk waren.

### Kapers
Enige tientallen passagiers en stewardessen hebben tijdens de vluchten contact gemaakt met mensen op de grond, via mobiele telefoons en de boordtelefoon. Verder is van vlucht UA93 de cockpitvoicerecorder teruggevonden. Met behulp van deze informatie is meer bekend geworden over wat zich aan boord heeft afgespeeld. In elk van de vier gekaapte toestellen zaten vier à vijf kapers, slechts gewapend met messen; in totaal ging het om negentien kapers. Een onbekend aantal bemanningsleden werd neergestoken of gekneveld. De kapers maakten gebruik van stanleymessen, die toen in de VS nog niet verboden waren aan boord. Zo konden ze door de veiligheidscontroles komen.
Vermoedelijk was de kaper Mohammed Atta de leider van de operatie. Op 14 september 2001 kwam de FBI met een lijst van personen die geïdentificeerd waren als de kapers.
| Vliegtuig                                                                                                | Kapers                          | Kapers                         | Kapers                           | Kapers                        | Kapers |
| --- | ------------------------------- | ------------------------------ | -------------------------------- | ----------------------------- | ------ |
| American Airlines-vlucht 11 (noordelijke toren World Trade Center) (crash om 8.46 uur plaatselijke tijd) |                                 |                                |                                  |                               |        |
| Mohammed Atta Egypte                                                                                     | Waleed al-Shehri Saoedi-Arabië  | Wail al-Shehri Saoedi-Arabië   | Abdulaziz al-Omari Saoedi-Arabië | Satam al-Suqami Saoedi-Arabië |        |
| United Airlines-vlucht 175 (zuidelijke toren World Trade Center) (crash om 9.03 uur plaatselijke tijd)   |                                 |                                |                                  |                               |        |
| Marwan al-Shehhi VAE                                                                                     | Fayez Banihammad VAE            | Mohand al-Shehri Saoedi-Arabië | Hamza al-Ghamdi Saoedi-Arabië    | Ahmed al-Ghamdi Saoedi-Arabië |        |
| American Airlines-vlucht 77 (Pentagon) (crash om 9.37 uur plaatselijke tijd)                             |                                 |                                |                                  |                               |        |
| Hani Hanjour Saoedi-Arabië                                                                               | Khalid al-Mihdhar Saoedi-Arabië | Majed Moqed Saoedi-Arabië      | Nawaf al-Hazmi Saoedi-Arabië     | Salem al-Hazmi Saoedi-Arabië  |        |
| United Airlines-vlucht 93 (Shanksville) (crash om 10.03 uur plaatselijke tijd)                           |                                 |                                |                                  |                               |        |
| Ziad Jarrah Libanon                                                                                      | Saeed al-Ghamdi Saoedi-Arabië   | Ahmed al-Nami Saoedi-Arabië    | Ahmed al-Haznawi Saoedi-Arabië   |                               |        |

Vliegtuigkapingen komen al tientallen jaren voor en meestal dwingt de kaper de piloot naar een bepaalde bestemming te vliegen. Een dergelijke aanpak was bij “9/11” niet mogelijk; een scrupuleuze piloot zou het vliegtuig liever op een onbewoonde plek laten neerstorten. Bij de aanslag van 11 september werden de piloten overmeesterd en een van de kapers nam zelf de besturing over terwijl de anderen de passagiers in bedwang hielden. In elk vliegtuig zat een kaper met enige vliegvaardigheid, een aantal van hen had vanaf het najaar van 2000 vlieglessen gevolgd. Men vermoedt dat sommige kapers niet wisten dat ze met een zelfmoordaanslag bezig waren.

## Gevolgen

### Directe gevolgen

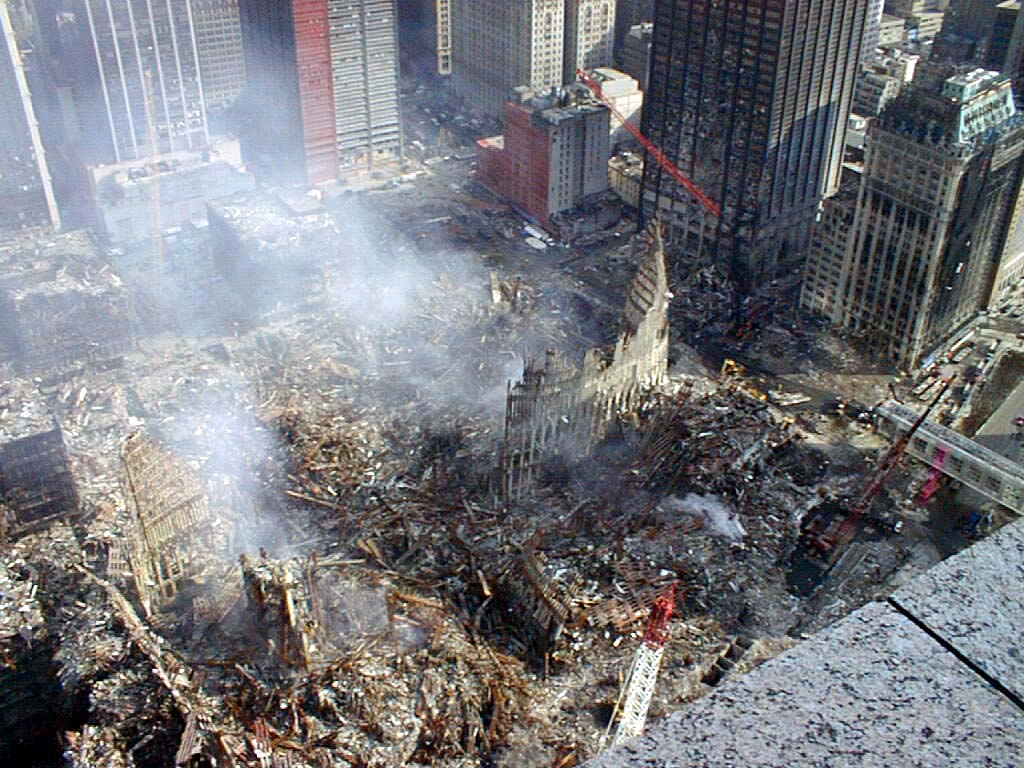
Ruïnes op Ground Zero

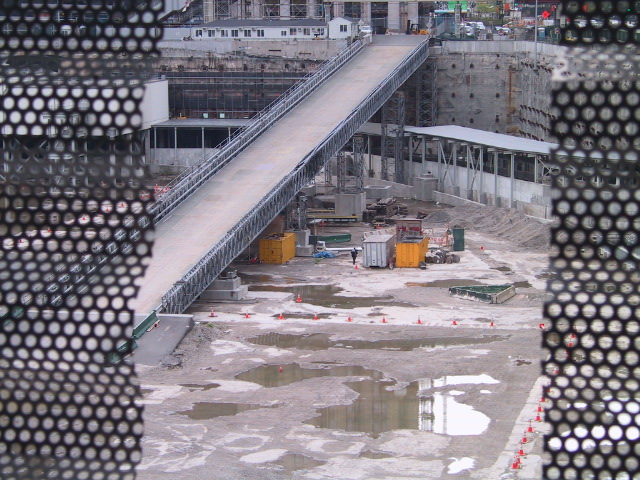
Ground Zero - mei 2005 - wederopbouw in volle gang

Al het vliegverkeer boven het grondgebied van de Verenigde Staten werd binnen een uur op bevel van de Amerikaanse luchtvaartautoriteit stilgelegd. Ook in Canada werd door Operatie Yellow Ribbon het luchtverkeer stilgelegd en werden bijna 250 vluchten op weg naar de VS gedwongen te landen op Canadese bodem. Wereldwijd raakte hierdoor het vliegverkeer ernstig ontregeld. Op vele luchthavens, zoals Schiphol, moest een geïmproviseerd onderkomen gevonden worden voor duizenden gestrande passagiers. De stillegging heeft drie dagen geduurd. Veel vliegtuigen die in het Amerikaanse luchtruim aanwezig waren moesten uitwijken naar Canada en zelfs Europa, wegens onvoldoende opstelruimte op de Amerikaanse luchthavens. Na drie dagen mochten buitenlandse passagiersvliegtuigen weer landen op Amerikaans grondgebied.
De FBI begon een grootscheeps onderzoek naar de daders van de aanslagen, waarbij in totaal 7000 mensen werden ingezet. De Amerikaanse strijdkrachten werden in de hoogste staat van paraatheid gebracht. Amerikaanse ambassades, waaronder die in Den Haag en Brussel, werden na de aanslagen zeer streng beveiligd.

### Strijd tegen het terrorisme
De Verenigde Staten beschouwden de aanvallen als een directe oorlogsverklaring aan de VS. De VS heeft daarop bij monde van president George W. Bush, minister van Buitenlandse Zaken Colin Powell en minister van Defensie Donald Rumsfeld de oorlog verklaard aan het terrorisme en deed daarbij een beroep op het NAVO-verdrag.

### Economische gevolgen
De totale schade van “9/11” is moeilijk te berekenen. De directe materiële schade wordt geschat op bijna 40 miljard dollar. De New York Times schatte in 2011 de totale schade voor de Verenigde Staten, inclusief alle indirecte kosten, op 3,3 biljoen dollar. In de stad New York gingen in de drie maanden na de aanslagen ruim 400.000 banen verloren, waarvan 70% in de financiële sector waar de stad sinds de jaren 70 sterk afhankelijk van was geworden.
Beurskoersen zakten onmiddellijk na de aanslag fors in. Vooral luchtvaartmaatschappijen en aan het toerisme verwante bedrijven leden enorme verliezen. Economisch herstel na de reeds ingezette kleine recessie werd door dit alles bemoeilijkt.

Ontwikkeling van de Dow Jones-index rond 11 september. Het einde van de grafiek toont tevens het nieuwe hoogtepunt van de index: in 2003 maakte hij opnieuw een duikeling.

De opening van de beurs van New York (NYSE) werd uitgesteld na de eerste vliegtuiginslag en na de tweede geannuleerd; de beurs werd pas op 17 september 2001 heropend. De beurzen deed er enkele maanden over om in de buurt van de oude niveaus te komen, afgeremd door de omvangrijke boekhoudschandalen bij Enron (eind 2001) en WorldCom (juni 2002).
De financiële prioriteiten van de Amerikaanse regering werden verschoven. Een maand na de aanslag hadden 200.000 Amerikanen hun baan verloren, van wie 100.000 in de vliegtuigindustrie. De regering-Bush presenteerde een belastingverlaging van 1,35 biljoen dollar op jaarbasis, terwijl de Federal Reserve onder Alan Greenspan een renteverlaging aankondigde om de geldhoeveelheid op peil te houden. Deze gaven de Amerikaanse economie een korte oppepper, maar veroorzaakten een huizenzeepbel die in 2007 knapte en het begin van de kredietcrisis inluidde.

### Hergebruik
Zo'n 7500 kilo staal uit het ingestorte WTC is gebruikt voor de bouw van de USS New York (LPD 21). Het schip kreeg het motto mee "Never forget".

## Media
- America Rebuilds, Amerikaanse documentaire van PBS (2002)
- America Remembers, Amerikaanse documentaire van CNN (2002)
- 9/11, Franse documentaire van Jules en Gédéon Naudet (2002)
- United 93, Amerikaanse Hollywoodfilm van Universal Studios (2006)
- World Trade Center, Amerikaanse Hollywoodfilm van Oliver Stone (2006)
- 11'09"01 September 11, internationale film die op 11 manieren in 11 episodes de aanslagen belicht
- 9/11: One Day in America, documentaireserie bestaande uit 6 afleveringen (2021)
- 9/11: Inside the President's War Room, documentaire die de verhalen van verschillende politici belicht, onder meer van president George W. Bush (2021)

Bovendien zijn er meerdere documentaires gemaakt die de complottheorieën behandelen.